# 고카와역
고카와역(일본어: 粉河駅, こかわえき)은 일본 와카야마현 기노카와시에 있는 서일본 여객철도의 철도역이다.
운행 지침 상의 경계역으로, 와카야마 방면에서 시발한 일부 열차가 회차한다. 또한, 하루에 왕복 2편만 운행하는 쾌속 열차가 정차하는 역으로, 고카와 역부터 하시모토 역까지는 각역에 정차한다.

## 역 구조
2면 3선 구조의 지상역으로, 교행 시설이 갖추어져 있다. 역사 쪽에 세워진 단식 1면 1선의 승강장이 상행선이고, 하행선 승강장과는 과선교로 이어져 있다.
하시모토 역이 관리하며, 역 업무는 JR 서일본 교통 서비스가 대신 하고 있다.

### 승강장
| 1   | ■ 와카야마 선 | 하시모토 · 고조 방면 |
| 2·3 | ■ 와카야마 선 | 와카야마 방면        |

## 역세권 정보
- 고카와 사

## 역사
- 1900년 11월 25일 - 기와 철도 하시모토 역 ~ 고카와 역 구간 노선이 개업할 무렵, 시·종착역으로서 개업했다.
- 1907년 10월 1일 - 국유화에 따라 일본국유철도 소속이 되었다.
- 1987년 4월 1일 - 민영화에 따라 서일본 여객철도의 소속이 되었다.

## 인접역
| 서일본 여객철도 와카야마 선 | 서일본 여객철도 와카야마 선 | 서일본 여객철도 와카야마 선 |
| --------------------------- | --------------------------- | --------------------------- |
| 나테 오지 방면              | ■ 와카야마 선 쾌속          | 우치타 와카야마 방면        |
| 서일본 여객철도 와카야마 선 |                             |                             |
| 나테 오지 방면              | ■ 와카야마 선 보통          | 기이나가타 와카야마 방면    |